# Държавно устройство на Лаос
Лаос като форма на държавно управление е със еднопартийна система.

## Президент
Президента на Лаос е държавен глава, страната има президент от 1975 година, когато е свален тогавашния монарх и премахната монархията.

## Законодателна власт
Парламента на Лаос е еднокамарен, състои се от 115 депутати.

## Съдебна власт
Висшия съдебен орган е Върховния съд, който се избира от Народното събрание.